# Cussy de Almeida
Cussy de Almeida (Natal, 10 de março de 1936 - Recife, 23 de julho de 2010) foi um violinista, compositor e regente brasileiro.

## Biografia
Nasceu em Natal, onde iniciou, aos cinco anos de idade, música e violino no Instituto de Música do Rio Grande do Norte, escola dirigida por seu pai, Waldemar de Almeida, compositor e professor de piano. Seu pai, Waldemar de Almeida, compôs uma das mais difíceis peças para piano "Dança de Índios", composta por acordes seguidos entre as duas mãos, habilidade que tinha e gostava de utilizar na forma de tocar. Dotado de um prodigioso talento precoce, com apenas seis anos realizou seu primeiro recital em público no Teatro Carlos Gomes daquela cidade. Aos onze, já com um bom domínio do seu instrumento, realizava concertos em várias cidades do Brasil, o que motivou seu pai a transferir a família para o estado de Pernambuco.
No Recife, estudou violino com o prof. Vicente Fittipaldi, que o fez ingressar, com apenas 14 anos de idade, na Orquestra Sinfônica do Recife, a mais antiga orquestra do Brasil. Em 1958, após obter no ano anterior o primeiro prêmio no concurso para jovens solistas da Prefeitura Municipal do Recife, viajou para a Europa estabelecendo-se inicialmente em Paris. Naquele ano estudou com o prof. René Benedetti, do Conservatório Superior de Música, e teve o privilégio de conviver com o compositor Heitor Villa Lobos, que o considerava "um violino de esperança".
Compôs uma missa em comemoração aos 500 anos do Brasil na qual dedicou uma música a cada filho. Henrique Borstelmann de Almeida, Maria Gabriela de Almeida, Isabela Corintha de Almeida, Waldemar de Almeida Neto e Nathalia Corintha de Almeida.

### A ida ao exterior
A partir de 1959 recebeu, após exames de admissão, uma bolsa de estudos integral no Conservatório Superior de Música de Genebra, na Suíça. Nos quatro anos seguintes, Cussy obteve o diploma profissional de violino que lhe valeu o prêmio Albert Lulin - atribuído ao aluno que mais se destacou pelos seus dotes artísticos e capacidade de trabalho e, dois anos depois, recebeu o prêmio de Alta Virtuosidade daquela escola.
Foi Spalla e solista da Orchestre des Jeunesses Musicales Suisse por quatro anos e também violinista da Orchestre de la Suisse Romande, à época dirigida por Ernest Ansermet.
Participou dos festivais de Montreux, Viena, Baalbeck (Líbano), Atenas e Berlim, e em 1964, antes de voltar para o Brasil, foi finalista do Concurso Internacional de Música da Câmara de Munique, na Alemanha, com a pianista pernambucana Josefina Aguiar.

### A volta ao Brasil
De volta ao Brasil, em 1965, foi professor das universidades federais da Paraíba e do Rio Grande do Norte e professor convidado da Universidade Federal de Pernambuco. Como diretor do Conservatório Pernambucano de Música por 16 anos, criou, em 1970, a Orquestra Armorial de Câmera, com a qual realizou mais de 600 concertos no Brasil e gravou quatro discos que lhe valeram, por duas vezes, em São Paulo, o Prêmio Villa-Lobos da Associação dos Produtores Fonográficos. Criou ainda a Orquestra de Cordas Dedilhadas, a primeira no Brasil formada com instrumentos populares: violões, violas sertanejas de 12 cordas, bandolins e cavaquinho.
Com o seu violino Stradivarius (o primeiro Stradivarius do Brasil), foi solista das melhores orquestras sinfônicas do país e realizou recitais de música de câmera no Brasil, América Central, Estados Unidos e China. Como compositor é autor de várias obras criadas a partir de pesquisas na música brasileira de raiz, trabalho iniciado em 1969 ao lado dos compositores Clóvis Pereira, Jarbas Maciel, Guerra Peixe e Capiba.
Em 2003, o maestro Cussy de Almeida criou a sua terceira orquestra, o Grupo Orange, que mescla instrumentos eruditos como violino, violoncelos, violas e flautas a instrumentos populares como rabecas, violas de 10 e 12 cordas, pífanos, zabumbas, berimbaus, violões, bandolins e outros. Essa feliz associação resultou em uma música de concerto, de origem popular e definida, através de formas e estilos enriquecidos por uma brasileiríssima sonoridade: forte, clara, colorida e bela.
Depois, realizou o sonho do Desembargador Nildo Nery da Fonseca, criando no Coque (Recife) a Orquestra Criança Cidadã, os conhecidos Meninos do Coque, que, retirando crianças da potencial marginalidade, revela talentos musicais.

### Falecimento
Após dias de internamento na UTI no Recife, o maestro Cussy de Almeida, 74 anos, faleceu às 21h30 do dia 23 de julho de 2010, em decorrência de uma deficiência pulmonar.